# مقاطعة خاسكوفو
محافظة خاسكوو (بالبلغارية: Област Хасково)‏ هي إحدى مقاطعات بلغاريا تقع في جنوب بلغاريا. يقدر عدد سكانها بـ 246,238 نسمة ومساحتها 5,533.3 كم2 .

## الموقع
موقع المقاطعة بين مقاطعات بلغاريا: